# Hirubhai M. Patel
Hirubhai Muljibhai Patel (Marathi एच.एम. पटेल, * 27. August 1904 in Bombay, Britisch-Indien; † 30. November 1993) war ein indischer Politiker des Indischen Nationalkongresses (INC) sowie zuletzt der Janata Party, der Mitglied der Lok Sabha sowie zwischen 1977 und 1979 erst Finanzminister und danach 1979 Innenminister im Kabinett Desai war.

## Leben

### Studium und Regierungsbeamter
Patel, Sohn von Muljibhai Patel, absolvierte nach dem Besuch der St. Xavier’s High School in Bombay zunächst ein grundständiges Studium am St Catherine’s College der University of Oxford, das er mit einem Bachelor of Arts (B. A.) abschloss. Ein dortiges weiteres postgraduales Studium der Wirtschaftswissenschaften beendete er mit einem Bachelor of Commerce (B. Com.) und trat danach in den öffentlichen Dienst der Verwaltung Britisch-Indiens ein. Er war einige Zeit Beamter im Unterdistrikt und danach im Distrikt Sindh im heutigen Pakistan, ehe er zwischen 1936 und 1937 stellvertretender Sekretär der Finanzbehörde der Regierung der Präsidentschaft Bombay war. Danach fungierte er kurzzeitig als Sekretär des Börsenausschusses sowie im Anschluss von 1937 bis 1939 Leiter der für Nordeuropa zuständigen Handelsvertretung mit Sitz in Hamburg. Nachdem er zwischen 1939 und 1940 zunächst stellvertretender Leiter und Leiter der Handelsvertretung im Vereinigten Königreich war, war er nach seiner Rückkehr von 1941 bis 1942 Sekretär des Versorgungsrates von Ostindien. Im Anschluss fungierte er zwischen 1942 und 1943 als stellvertretender Direktor der Behörde für allgemeine Versorgung sowie danach als Sekretär der Behörde für Industrie und zivile Versorgung von Britisch-Indien.
1947 wurde Patel Kabinettssekretär und zugleich Mitglied der Steuerungsgruppe für die Teilung Britisch-Indiens in Indien und Pakistan. Nach der Unabhängigkeit Indiens vom Vereinigten Königreich am 15. August 1947 fungierte er zwischen 1947 und 1948 als Staatssekretär für Fragen der Teilung und war danach von 1947 bis 1953 Staatssekretär im Verteidigungsministerium. Daraufhin war er zwischen 1953 und 1955 als Staatssekretär im Ministerium für Ernährung und Landwirtschaft tätig sowie zuletzt von 1956 bis 1958 Leitender Staatssekretär und Staatssekretär für Wirtschaft im Finanzministerium.

### Lok Sabha-Mitglied und Unionsminister
Seine politische Laufbahn begann Patel, als er für den Indischen Nationalkongress (INC) 1967 zum Mitglied der Legislativversammlung des Bundesstaates Gujarat (Gujarat Vidhan Sabha) gewählt wurde und dieser bis 1971 angehörte. Bei der darauf folgenden Parlamentswahl 1971 wurde er erstmals Mitglied der Lok Sabha. Aus Protest gegen den von Premierministerin Indira Gandhi am 25. Juni 1975 verhängten Ausnahmezustand trat er aus dem INC aus und schloss sich der neu gegründeten Janata Party an und fungierte zeitweilig als Vorsitzender der Fraktion in der Lok Sabha. Bei der Parlamentswahl im März 1977 wurde er im Lok-Sabha-Wahlkreis Sabarkantha für die JNP wieder zum Mitglied der Lok Sabha gewählt und gehörte dieser bis Januar 1980 an.
Am 26. März 1977 wurde Patel als Finanzminister in das Kabinett Desai berufen und bekleidete dieses Ministeramt bis zu seiner Ablösung durch Chaudhary Charan Singh am 24. Januar 1979. In dieser Funktion war er unter anderem verantwortlich für die Verabschiedung des High Denomination Bank Notes (Demonetisation) Act am 16. Januar 1978, durch das die Nutzung von Banknoten mit einem wert von ₹ 1.000, ₹ 5.000 und ₹ 10.000 beendet wurde. Im Zuge einer Kabinettsumbildung übernahm er selbst am 24. Januar 1979 von Premierminister Morarji Desai das Amt des Innenministers, das er bis zum Ende von Desais Amtszeit am 28. Juli 1979 innehatte.
Bei der Parlamentswahl am 24., 27. und 28. Dezember 1984 wurde Patel für die JNP im Wahlkreis Sabarkantha wieder zum Mitglied der Lok Sabha gewählt, der er nunmehr bis November 1989 angehörte. Während dieser Zeit war er unter anderem zwischen 1985 und 1986 Mitglied des Ausschusses für öffentliche Konten.
Patel war verheiratet und Vater von fünf Töchtern.

## Veröffentlichungen
- The defence of India, Poona 1963
- Vithalbhai Patel, Delhi 1982
- The first flush of freedom. Recollections and reflections, Herausgeber Amrita Abraham, Rupa & Co., Delhi 2005, ISBN 81-291-0629-9
- Rites of passage. A civil servant remembers, Herausgeber Sucheta Mahajan, Rupa & Co., Delhi 2005, ISBN 81-291-0413-X